# Tir als Jocs Olímpics d'estiu de 2016
El tir als Jocs Olímpics d'Estiu de 2016 es va realitzar al Centre Nacional de Tir de Rio de Janeiro del 6 al 14 d'agost de 2016.
En total es van disputar 15 proves diferents, 9 masculines i 6 femenines, repartides en les dues especialitats d'aquest esport: 10 en tir de precisió i 5 en tir al plat.

## Resultats

### Homes
| event                          | Or                          | Plata                         | Bronze                        |
| Pistola d'aire 10 m detalls    | Hoàng Xuân Vinh · Vietnam   | Felipe Almeida Wu · Brasil    | Pang Wei · R.P. de la Xina    |
| Pistola tir ràpid 25 m detalls | Christian Reitz · Alemanya  | Jean Quiquampoix · França     | Li Yuehong · R.P. de la Xina  |
| Pistola 50 m detalls           | Jin Jong-oh · Corea del Sud | Hoàng Xuân Vinh · Vietnam     | Kim Song-guk · Corea del Nord |
| Rifle d'aire 10 m detalls      | Niccolò Campriani · Itàlia  | Serhiy Kulish · Ucraïna       | Vladimir Maslennikov · Rússia |
| Rifle pos. estesa 50 m detalls | Henri Junghänel · Alemanya  | Kim Jong-Hyun · Corea del Sud | Kirill Grigoryan · Rússia     |
| Rifle 3 posicions 50 m detalls | Niccolò Campriani · Itàlia  | Sergey Kamenskiy · Rússia     | Alexis Raynaud · França       |
| Skeet detalls                  | Gabriele Rossetti · Itàlia  | Marcus Svensson · Suècia      | Abdullah Al-Rashidi · IOP     |
| Fossa detalls                  | Josip Glasnović · Croàcia   | Giovanni Pellielo · Itàlia    | Edward Ling · Regne Unit      |
| Doble fossa detalls            | Fehaid Al-Deehani · IOP     | Marco Innocenti · Itàlia      | Steven Scott · Regne Unit     |

### Dones
| event                          | Or                               | Plata                           | Bronze                         |
| Pistola d'aire 10m detalls     | Zhang Mengxue · R.P. de la Xina  | Vitalina Batsarashkina · Rússia | Anna Korakaki · Grècia         |
| Pistola 25m detalls            | Anna Korakaki · Grècia           | Monika Karsch · Alemanya        | Heidi Diethelm Gerber · Suïssa |
| Rifle d'aire 10 m detalls      | Virginia Thrasher · Estats Units | Du Li · R.P. de la Xina         | Yi Siling · R.P. de la Xina    |
| Rifle 3 posicions 50 m detalls | Barbara Engleder · Alemanya      | Zhang Binbin · R.P. de la Xina  | Du Li · R.P. de la Xina        |
| Skeet detalls                  | Diana Bacosi · Itàlia            | Chiara Cainero · Itàlia         | Kim Rhode · Estats Units       |
| Fossa detalls                  | Catherine Skinner · Austràlia    | Natalie Rooney · Nova Zelanda   | Corey Cogdell · Estats Units   |

## Medaller
| Pos.  | País            | Or | Plata | Bronze | Total |
| 1     | Itàlia          | 4  | 3     | 0      | 7     |
| 2     | Alemanya        | 3  | 1     | 0      | 4     |
| 3     | R.P. de la Xina | 1  | 2     | 4      | 7     |
| 4     | Corea del Sud   | 1  | 1     | 0      | 2     |
| 4     | Vietnam         | 1  | 1     | 0      | 2     |
| 6     | Estats Units    | 1  | 0     | 2      | 3     |
| 7     | Grècia          | 1  | 0     | 1      | 2     |
| 7     | IOP             | 1  | 0     | 1      | 2     |
| 9     | Austràlia       | 1  | 0     | 0      | 1     |
| 9     | Croàcia         | 1  | 0     | 0      | 1     |
| 11    | Rússia          | 0  | 2     | 2      | 4     |
| 12    | França          | 0  | 1     | 1      | 2     |
| 13    | Brasil          | 0  | 1     | 0      | 1     |
| 13    | Nova Zelanda    | 0  | 1     | 0      | 1     |
| 13    | Suècia          | 0  | 1     | 0      | 1     |
| 13    | Ucraïna         | 0  | 1     | 0      | 1     |
| 17    | Regne Unit      | 0  | 0     | 2      | 2     |
| 18    | Corea del Nord  | 0  | 0     | 1      | 1     |
| 18    | Suïssa          | 0  | 0     | 1      | 1     |
| Total | Total           | 15 | 15    | 15     | 45    |